# معامل انتخابي
المعامل الانتخابي (الإنجليزية: Electoral quotient) أو الحاصل الانتخابي هو عدد الأصوات الانتخابية المطلوب الحصول عليها مقابل الحصول على مقعد واحد في مجلس النواب أو مجلس الشيوخ أوالمجالس المشابهة. أي أن المعامل الانتخابي يعبر عن عدد الأصوات المعادلة لمقعد واحد. وبمعرفة قيمة المعامل الانتخابي نستطيع تحديد حصة كل حزب من المقاعد بحسب ما حصل عليه من الأصوات في الانتخابات. فإذا كان إجمالي عدد الأصوات المدلاة في الانتخابات 1000 صوت مثلا، وقيمة المعامل الانتخابي 100 صوت مقابل كل مقعد، وأن الحزب أ قد حصل في الانتخابات على 300 صوت، فسيكون نصيب الحزب أ من المقاعد 3 مقاعد. وللمعامل الانتخابي عدة مسميات في اللغة العربية منها الحصة و الحاصل الانتخابي والقاسم الانتخابي، حيث تختلف تسميته من بلد عربي لآخر. وهناك العديد من الطرق المختلفة لاحتساب هذه الحصة أو المعامل الانتخابي والتي تسمى عادة بإسم مخترع الطريقة. ومن أشهر الطرق في السياق الانتخابي طريقة حصة هير وطريقة حصة دروب وطريقة حصة هاجنباخ-بيشوف و حصة إمبيريال وغيرها. ومهما اختلفت التسمية أو طريقة الحصول عليه، فإنه يُعبر بشكل أو بآخر عن عدد الأصوات المطلوبة مقابل الحصول على مقعد في البرلمان. وهنا يجب عدم الخلط بين المعامل الانتخابي والعتبة الانتخابية والتي تسمى أيضا نسبة الحسم والتي تعبر عن الحد الأدنى لعدد الأصوات المطلوب من كل حزب الحصول عليها في الانتخابات لدخول مجلس النواب أو البرلمان من حيث المبدأ، وأي حزب لا يصل إلى هذه العتبة فإنه يُستبعد من عملية توزيع المقاعد ويفقد بذلك كل الأصوات التي حصل عليها تحت مستوى العتبة ويسقط حقه في الحصول على أي مقعد في البرلمان.